# Rosa Malmström
Rosa Astrid Tyra Malmström, född 10 juli 1906 i Regna, Östergötland, död 22 januari 1995, var en svensk bibliotekarie. 1958 var hon en av grundarna till Kvinnohistoriskt arkiv som idag kallas KvinnSam. 1994 fick hon professors namn av regeringen. 
Ett urval av hennes bibliografier är Kvinnliga präster, Bibliografi över i Sverige tryckt litteratur (1958), Kvinnor och kvinnohistoria
i Sverige – Förteckning över bibliografier (1981).